# Championnat du Burkina Faso de football 2017-2018
Navigation
Saison précédente Saison suivante
La saison 2017-2018 du Championnat du Burkina Faso de football est la cinquante-sixième édition de la première division au Burkina Faso, organisée sous forme de poule unique, le Championnat National, où toutes les équipes se rencontrent deux fois au cours de la saison. En fin de saison, les deux derniers du classement sont relégués et remplacés par les deux meilleures formations de deuxième division.
C'est l'ASF Bobo-Dioulasso qui remporte la compétition cette saison après avoir terminé en tête du classement final, avec huit points d'avance sur le double tenant du titre, le Rail Club du Kadiogo et neuf sur douze sur le Majestic FC. C'est le troisième titre de champion du Burkina Faso de l'histoire du club, le premier depuis 1966 !

## Qualifications continentales
Deux places en compétitions continentales sont réservées aux clubs burkinabés : le champion se qualifie pour la Ligue des champions de la CAF 2018-2019 tandis que le vainqueur de la Coupe du Burkina Faso obtient son billet pour la Coupe de la confédération 2018-2019.

## Les clubs participants
- Union sportive des Forces armées
- Étoile filante de Ouagadougou
- ASFA Yennenga
- AS SONABEL
- Racing Club de Bobo
- Santos Football Club
- Police FC
- Rail Club du Kadiogo
- Bankuy Sports
- US Ouagadougou
- Salitas FC - Promu en Championnat National
- Rahimo FC
- Bobo Sports - Promu en Championnat National
- ASF Bobo-Dioulasso
- Union sportive de la Comoé
- Majestic Sporting Club

## Compétition
Le barème de points servant à établir le classement se décompose ainsi :
- Victoire : 3 points
- Match nul : 1 point
- Défaite : 0 point

### Classement
| Rang | Équipe                                       | Pts | J  | G  | N  | P  | Bp | Bc | Diff |
| ---- | -------------------------------------------- | --- | -- | -- | -- | -- | -- | -- | ---- |
| 1    | ASF Bobo-Dioulasso                           | 60  | 30 | 17 | 9  | 4  | 38 | 15 | +23  |
| 2    | Rail Club du KadiogoT                        | 52  | 30 | 13 | 13 | 4  | 27 | 17 | +10  |
| 3    | Majestic Sporting Club                       | 51  | 30 | 15 | 6  | 9  | 27 | 20 | +7   |
| 4    | Racing Club de Bobo                          | 49  | 30 | 13 | 10 | 7  | 31 | 22 | +9   |
| 5    | Union sportive des Forces armées             | 49  | 30 | 12 | 13 | 5  | 30 | 26 | +4   |
| 6    | Étoile filante de Ouagadougou                | 48  | 30 | 12 | 12 | 6  | 28 | 16 | +12  |
| 7    | AS SONABEL                                   | 44  | 30 | 10 | 14 | 6  | 31 | 18 | +13  |
| 8    | Union sportive de la Comoé                   | 40  | 30 | 10 | 10 | 10 | 21 | 21 | 0    |
| 9    | Salitas FCP C                                | 39  | 30 | 10 | 9  | 11 | 26 | 29 | -3   |
| 10   | Association Jeunes Espoirs de Bobo-Dioulasso | 34  | 30 | 8  | 10 | 12 | 27 | 30 | -3   |
| 11   | Rahimo FC                                    | 34  | 30 | 7  | 13 | 10 | 14 | 18 | -4   |
| 12   | ASFA Yennenga                                | 33  | 30 | 6  | 15 | 9  | 26 | 28 | -2   |
| 13   | US Ouagadougou                               | 31  | 30 | 5  | 16 | 9  | 22 | 28 | -6   |
| 14   | Police FC                                    | 30  | 30 | 7  | 9  | 14 | 21 | 36 | -15  |
| 15   | Bobo SportsP                                 | 20  | 30 | 4  | 8  | 18 | 22 | 44 | -22  |
| 16   | Santos Football Club                         | 18  | 30 | 3  | 9  | 18 | 20 | 43 | -23  |

|  | Qualification pour la Ligue des champions de la CAF 2018-2019         |
|  | Qualification pour la Coupe de la confédération 2018-2019             |
|  | Relégation directe en deuxième division                               |
|  | T : Tenant du titre C : Vainqueur de la Coupe du Faso P : Promu de D2 |

## Bilan de la saison
| Championnat du Burkina Faso de football 2017-2018 |                               |
| Champion                                          | ASF Bobo-Dioulasso (3e titre) |
| Coupes et trophées                                |                               |
| Vainqueur de la Coupe du Burkina Faso 2017-2018   | Salitas FC                    |
| Qualifications continentales                      |                               |
| Ligue des champions de la CAF 2018-2019           | ASF Bobo-Dioulasso            |
| Coupe de la confédération 2018-2019               | Salitas FC                    |
| Promotions et relégations                         |                               |
| Promus en Championnat National                    | ASEC Koudougou                |
| Promus en Championnat National                    | AS DOuanes                    |
| Relégués en Deuxième division                     | Bobo Sports                   |
| Relégués en Deuxième division                     | Santos Football Club          |